# Hyperacanthus
Hyperacanthus, biljni rod iz porodice broćevki raširen po jugoistočnoj Africi (2 vrste) i Madagaskaru (9).
Sastoji se od 11 vrsta drveća i grmova

## Vrste
1. Hyperacanthus ambovombensis Rakotonas. & A.P.Davis
2. Hyperacanthus amoenus (Sims) Bridson
3. Hyperacanthus grevei Rakotonas. & A.P.Davis
4. Hyperacanthus madagascariensis (Lam.) Rakotonas. & A.P.Davis
5. Hyperacanthus mandenensis Rakotonas. & A.P.Davis
6. Hyperacanthus microphyllus (K.Schum.) Bridson
7. Hyperacanthus perrieri (Drake) Rakotonas. & A.P.Davis
8. Hyperacanthus pervillei (Drake) Rakotonas. & A.P.Davis
9. Hyperacanthus poivrei (Drake) Rakotonas. & A.P.Davis
10. Hyperacanthus ravinensis (Baill. ex Drake) Rakotonas. & A.P.Davis
11. Hyperacanthus talangninia (DC.) Rakotonas. & A.P.Davis

## Sinonimi
- Hyperanthus Harv. & Sond.; Fl. Cap. 3: 6 (1864)